# Abbaye de Roosenberg
L'abbaye de Roosenberg était une abbaye de Waasmunster, diocèse de Gand depuis 1238.
Dès le début, l'abbaye était aux mains de Victoriennes ou de chanoinesses régulières de Saint-Victor qui vivaient selon la règle de Saint-Augustin. Dans les années 1970, en raison de la diminution des vocations, elles fusionnèrent avec les Sœurs Mariales de François (nl) et continuèrent à travailler sous ce nom. La troisième et actuelle abbaye est située sur l'Oudeheerweg-Heide depuis 1975.

## Première fondation
La première abbaye de Roosenberg (Monasterii de Monte Rosarum) était une abbaye régulière avec clauses papales, pour les Bernardines (nl) qui priaient l'office du choeur. Il y avait des religieuses de chœur, dirigées par une abbesse élue, généralement noble, ainsi que des religieuses extérieures. La fondation remonte à 1237-1238 sur les bords de la Durme à la demande de l'évêque de Tournai Gauthier de Marvis. Le bâtiment brûla en 1419, mais les sœurs ressuscitèrent leur abbaye sur le Rosenberg. La vie monastique fut perturbée à plusieurs reprises : l'abbaye fut de nouveau détruite en 1459 par les Gantois et en 1578 par les calvinistes. Cependant, les abbesses parvinrent à sauvegarder leurs droits féodaux et la vie monastique fit en sorte que l'abbaye soit connue au-delà du Pays de Waas.
Au XVIIe siècle, l'abbesse de Sivory fit don d'un vitrail coloré à l'église Saint-Nicolas et autorisa la construction du Moulin Blanc à côté de son domaine. La prospérité de l'abbaye prend fin avec la Révolution française : la vie monastique est à jamais perturbée. Les sœurs de chœur sont expulsées de leur abbaye, les biens et les bâtiments conventuels sont confisqués. Cependant, l'abbesse Anna Maria de Crombrugge, faisant preuve d'une remarquable préscience, a réussi à emporter et sauvegarder beaucoup des nombreux manuscrits de valeur et autres documents d'importance. Les bâtiments restants furent transformés en casernes et démolis en 1797. Des anciens bâtiments conventuels d'avant la Révolution, rien n'a été conservé.

### Liste des abbesses
Il y a eu 21 abbesses qui ont gouverné les terres et dirigé l'abbaye.
Liste des quelques abbesses et dates des abbatiats :
- Mère Agnès
- Beatrix II (1454-)
- Jozina van Steelant (-1521)
- Filippina Triest (-1610)
- Anna de Samillan (-1634)
- Anna Nonius (-1685)
- Maria de Sivori (-1722)
- Beatrix de Hoorebeke
- Maria Anna de Crombrugghe
- Joanna Maria van Doorslaere de Ten Ryen

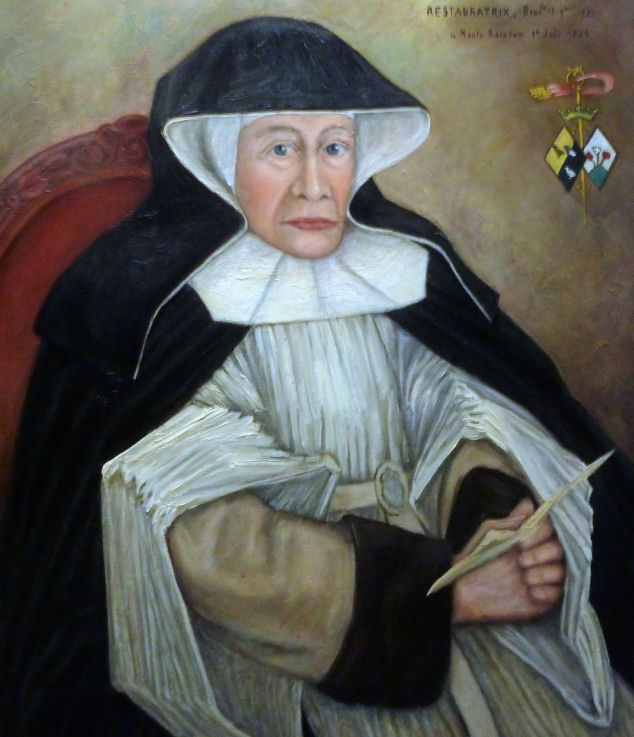
Portrait de l'abbesse Joanna Maria van Doorselaer de ten Ryen (1782-1863).
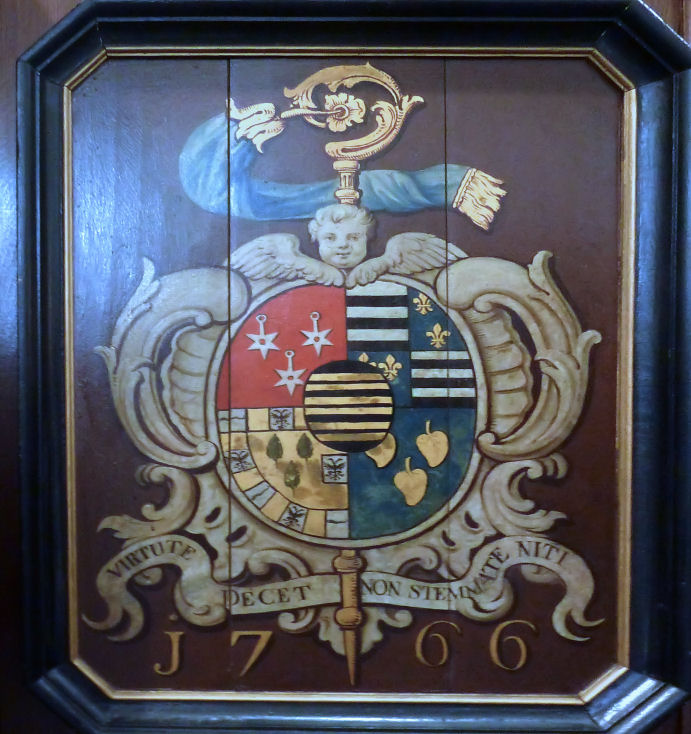
Blason de l'abbesse De Crombrugghe.

## Seconde localisation
En 1831, un nouveau bâtiment fut érigé dans la Kerkstraat grâce à l'intervention de l'abbesse Joanna Maria van Doorselaer de ten Ryen (nl) (1782-1863). Cette dame avait acheté des maisons avec son héritage, les avait fait démolir et y a fondé la deuxième abbaye de Roosenberg. Ce bâtiment est resté en fonction jusqu'en 1975.

## Troisième localisation

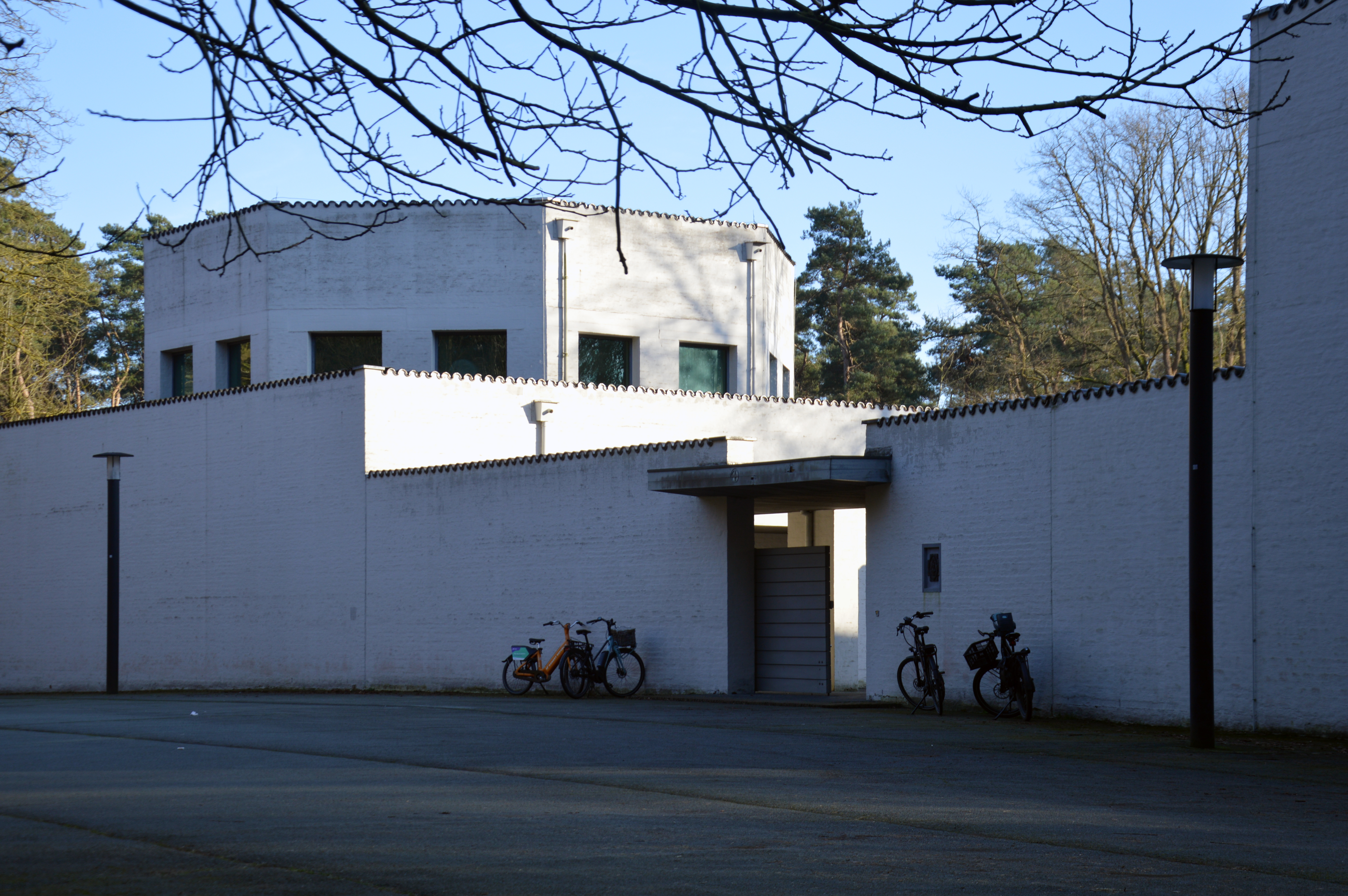
La troisième localisation, conçu par Hans van der Laan et construit en 1975.

Le centre de la communauté au Pays de Waas a été abandonné et les gens ont cherché des endroits plus calmes dans les bois le long de l'Oudeheerweg-Heide. Le nouveau bâtiment construit en 1975 a été conçu par l'architecte bénédictin Hans van der Laan. L'abbaye est située sur une élévation à l'extrémité ouest de la Cuesta du Waasland (nl). Malgré le nouvel emplacement, les vocations ne se sont pas concrétisées. La vie monastique s'est arrêtée et les dernières sœurs ont quitté les bâtiments du couvent.
L'abbaye est maintenant ouverte aux personnes individuelles et aux groupes qui désirent approfondir la foi chrétienne et à la rechercher d'une retraite dans le silence.

## Recherche
À la fin du XXe siècle, l'abbaye a suscité beaucoup d'intérêt. Dom Pieter de Batselier OSB de Dendermonde est chargé d'écrire un traité sur la vie monastique. En 2023, le patrimoine des moniales déménage et trouve refuge dans une nef latérale de l'église de Waasmunster (nl), où le marguillier local se porte garant de l'ouverture des documents.